# Хронологія світових рекордів з шосейного бігу на 5 кілометрів серед чоловіків
Рекорди світу з бігу на 5 кілометрів визнаються Світовою легкою атлетикою з-поміж результатів, які показали легкоатлети на шосейній дистанції, за умови дотримання встановлених вимог.
Світова легка атлетика розпочала ратифікацію світових рекордів у цій дисципліні з 1 січня 2019. Першим рекордом було визнане досягнення Бенарда Лагата (13.30), показане у вересні 2018.

## Хронологія рекордів
| Результат                            | Атлет                    | Місто змагань | Дата змагань | Примітки      | Відео            |
| ------------------------------------ | ------------------------ | ------------- | ------------ | ------------- | ---------------- |
| 13.30                                | Бенард Лагат Кенія       | Прага         | 08.09.2018   | [ 1 ]         |                  |
| 13.29                                | Жульєн Вандерс Швейцарія | Монако        | 17.02.2019   | [ 2 ] [ 3 ]   |                  |
| 13.29                                | Едвард Чесерек Кенія     | Карлсбад      | 07.04.2019   | [ 4 ] [ 5 ]   |                  |
| 13.22                                | Роберт Кетер Кенія       | Лілль         | 09.11.2019   | [ 6 ] [ 7 ]   |                  |
| 13.18+                               | Ронекс Кіпруто Кенія     | Валенсія      | 12.01.2020   | [ 8 ]         |                  |
| 12.51                                | Джошуа Чептегеї Уганда   | Монако        | 16.02.2020   | [ 9 ]         |                  |
| 12.49                                | Беріху Арегаві Ефіопія   | Барселона     | 31.12.2021   | [ 10 ] [ 11 ] | Відео на YouTube |
| 3 роки, 84 дні від дати встановлення |                          |               |              |               |                  |